# Ha Joon
Song Joon-chul (hangul: 송준철, RR: Song Jun-cheol; 3 de abril de 1987), mejor conocido artísticamente como Ha Joon (hangul: 하준), es un actor surcoreano.

## Biografía
Estudió teatro en el Instituto de las Artes de Seúl (서울예술대학교).

## Carrera
Es miembro de la agencia Ace Factory (에이스 팩토리). Previamente formó parte de la agencia Signal Entertainment.
En enero de 2018 se unió al elenco recurrente de la serie Radio Romance donde dio vida a Kim Joon-woo, el talentoso mánager y amigo de la infancia de Ji Soo-ho (Yoon Doo-joon).
En octubre del mismo año se unió al elenco principal de la serie Bad Papa donde interpretó a Lee Min-woo, un famoso campeón de la MMA, hasta el final de la serie en noviembre del mismo año.
En diciembre de 2019 se unió al elenco principal de la serie Black Dog: Being A Teacher, donde dio vida a Do Yun-woo, un profesor de coreano muy popular entre los estudiantes, hasta el final de la serie el 4 de febrero de 2020.
El 29 de agosto de 2020 se unió al elenco principal de la serie Missing: The Other Side donde interpretó al oficial Shin Joon-ho, un joven que está en la búsqueda de su prometida desaparecida, hasta el final de la serie en octubre del mismo año.
El 4 de septiembre del mismo año se unió al elenco principal de la serie SF8 donde dio vida a Seo-nang, una nueva inteligencia artificial que es implantada en el cerebro de la detective Kim Ji-woo (Lee Si-young), durante la historia "Blink".

## Filmografía

### Series de televisión
| Año     | Título                            | Personaje                   | Notas                               | Ref.          |
| ------- | --------------------------------- | --------------------------- | ----------------------------------- | ------------- |
| 2013    | Who Are You?                      | Lee Woo-seok                | Ep. 16                              |               |
| 2014    | Three Days                        | Guardaespaldas presidencial |                                     |               |
| 2014    | Gap Dong                          | Nah Do-hyung                |                                     |               |
| 2014    | Cheongdam-dong Scandal            | Dong-bin                    |                                     |               |
| 2015    | Six Flying Dragons                | Ryoo Moon-sang              |                                     |               |
| 2018    | The Woman Who Makes the Last Meal | Kang Min-joong              | Drama Stage, 1.ª temp. - 1 episodio | [ 13 ] [ 14 ] |
| 2018    | Radio Romance                     | Kim Joon-woo                |                                     |               |
| 2018    | Bad Papa                          | Lee Min-woo                 | 32 episodios                        |               |
| 2019    | Arthdal Chronicles                | Tachoogan                   |                                     | [ 15 ]        |
| 2019-20 | Black Dog: Being A Teacher        | Do Yun-woo                  | 16 episodios                        | [ 16 ]        |
| 2020    | SF8                               | Seo-nang                    | Episodio "Blink"                    |               |
| 2020    | Missing: The Other Side           | Det. Shin Joon-ho           | 12 episodios                        | [ 17 ] [ 18 ] |
| 2021    | Times                             | Lee Geun-woo                |                                     |               |
| 2021    | High Class                        | Oh Soon-sang                |                                     | [ 19 ]        |
| 2022    | Crazy Love                        | Oh Se-gi                    |                                     | [ 20 ] [ 21 ] |
| 2022    | Bad Prosecutor                    | Oh Do-hwan                  |                                     | [ 22 ]        |
| 2023    | Un amor predestinado              | Kwon Jae-kyung              |                                     | [ 23 ]        |
| 2023-24 | Live Your Own Life                | Kang Tae-ho                 | 50 episodios                        | [ 24 ]        |

### Películas
| Año  | Título                    | Personaje          | Notas                                                                         |
| ---- | ------------------------- | ------------------ | ----------------------------------------------------------------------------- |
| 2016 | The Boys Who Cried Wolf   | Kwang-suk          |                                                                               |
| 2017 | The Outlaws               | Kang Hong-suk      | junto a Ma Dong-seok, Yoon Kye-sang, Jo Jae-yoon, Kim Sung-kyu y Heo Sung-tae |
| 2018 | On Your Wedding Day       | Novio de Seung-hee | junto a Park Bo-young y Kim Young-kwang - (aparición especial)                |
| 2019 | Girls' Stories            | Han-nam            |                                                                               |
| 2020 | Remain                    | Go Joon-hee        |                                                                               |
| 2020 | Festival                  | Kyung-man          |                                                                               |
| 2021 | More Painful Than Sadness | Ah-jin             | junto a Jun, Lee Ja-eun, Kim Ye-ryeong, Son Byong-ho y Hoon                   |
| 2022 | The Roundup               | Kang Hong-seok     | junto a Ma Dong-seok y Son Seok-koo                                           |

### Aparición en programas de variedades
| Año  | Programa   | Función  | Notas   | Ref.   |
| ---- | ---------- | -------- | ------- | ------ |
| 2018 | Radio Star | Invitado | Ep. 584 | [ 25 ] |

### Musicales
| Año  | Título      | Notas |
| ---- | ----------- | ----- |
| 2012 | 환상의 커플 |       |

## Premios y nominaciones
| Año  | Premios                                                  | Categoría                                              | Trabajo  | Resultado | Ref.   |
| ---- | -------------------------------------------------------- | ------------------------------------------------------ | -------- | --------- | ------ |
| 2018 | MBC Drama Awards                                         | Mejor actor revelación                                 | Bad Papa | Nominado  |        |
| 2018 | MBC Drama Awards                                         | Premio a la excelencia, actor en serie de lunes-martes | Bad Papa | Nominado  |        |
| 2020 | 24º Festival Internacional de Cine Fantástico de Bucheon | Mejor actor fantástico                                 | -        | Ganador   |        |
| 2021 | 30th Annual Buil Film Award                              | Mejor actor revelación                                 | Festival | Ganador   | [ 26 ] |